# 電子作戰

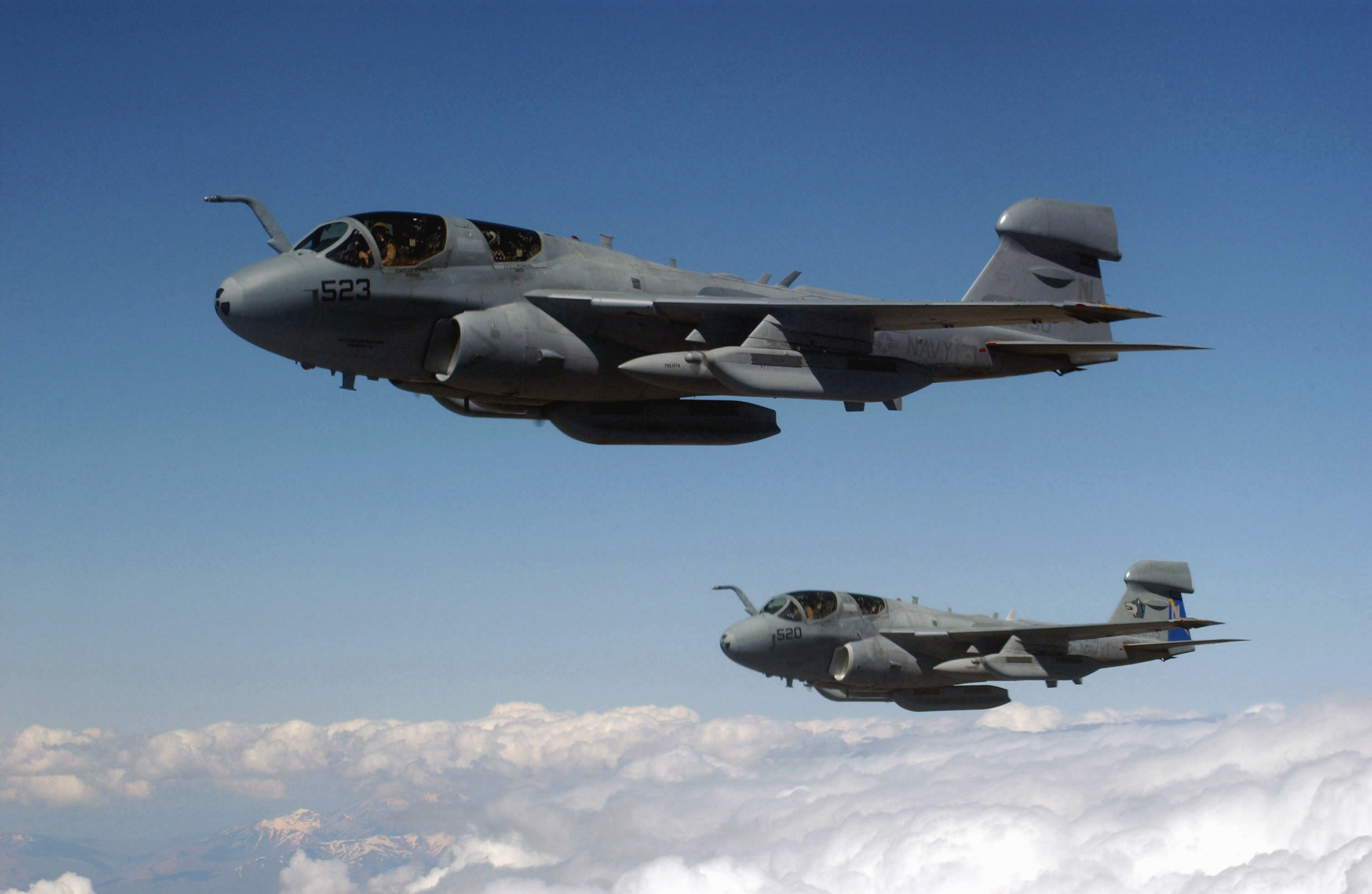
美國海軍EA-6B電子作戰機能夠提供干擾與情報蒐集兩項任務

電子作戰（以下簡稱電戰）（英文：Electromagnetic warfare or electronic warfare；縮寫EW) 泛指利用各種裝備與手段來控制與使用電磁波段（包含無線電、可見光、紅外線與紫外線波段）而進行的軍事行動，這些行動包含維持我方使用與控制武器的能力，與抵擋敵人阻礙我方使用的手段，以及妨礙敵人達到相同目的的方式。

## 任務區分
為了達到電子作戰的目的，對於任務有以下的區分方式：

### 傳統區分方式

#### 電戰支援
電戰支援（Electronic Warfare Support Measure，ESM）是指利用各類裝備與手段，對於電磁波訊號進行分類、辨識、定位與分析等工作。常見的任務包括對各種雷達的區分、辨識與方位標定等。

#### 電戰反制
電戰反制（Electronic Warfare Countermeasures，ECM）是指對敵方使用電磁波的裝備和手段，進行壓制或者是破壞的行動。常見的任務包括干擾敵人接收的電磁波訊號，或者是對敵人的裝備進行實質上的破壞等。

#### 電戰反反制
電戰反反制（Electronic Warfare Counter Countermeasures，ECCM）是指我方降低或者是壓制敵人的反制行動所產生的影響。常見的手段包括更換雷達使用的頻道或者是操作地點、更換無線電通訊使用的頻道等。

### 現有區分方式

#### 電子作戰支援

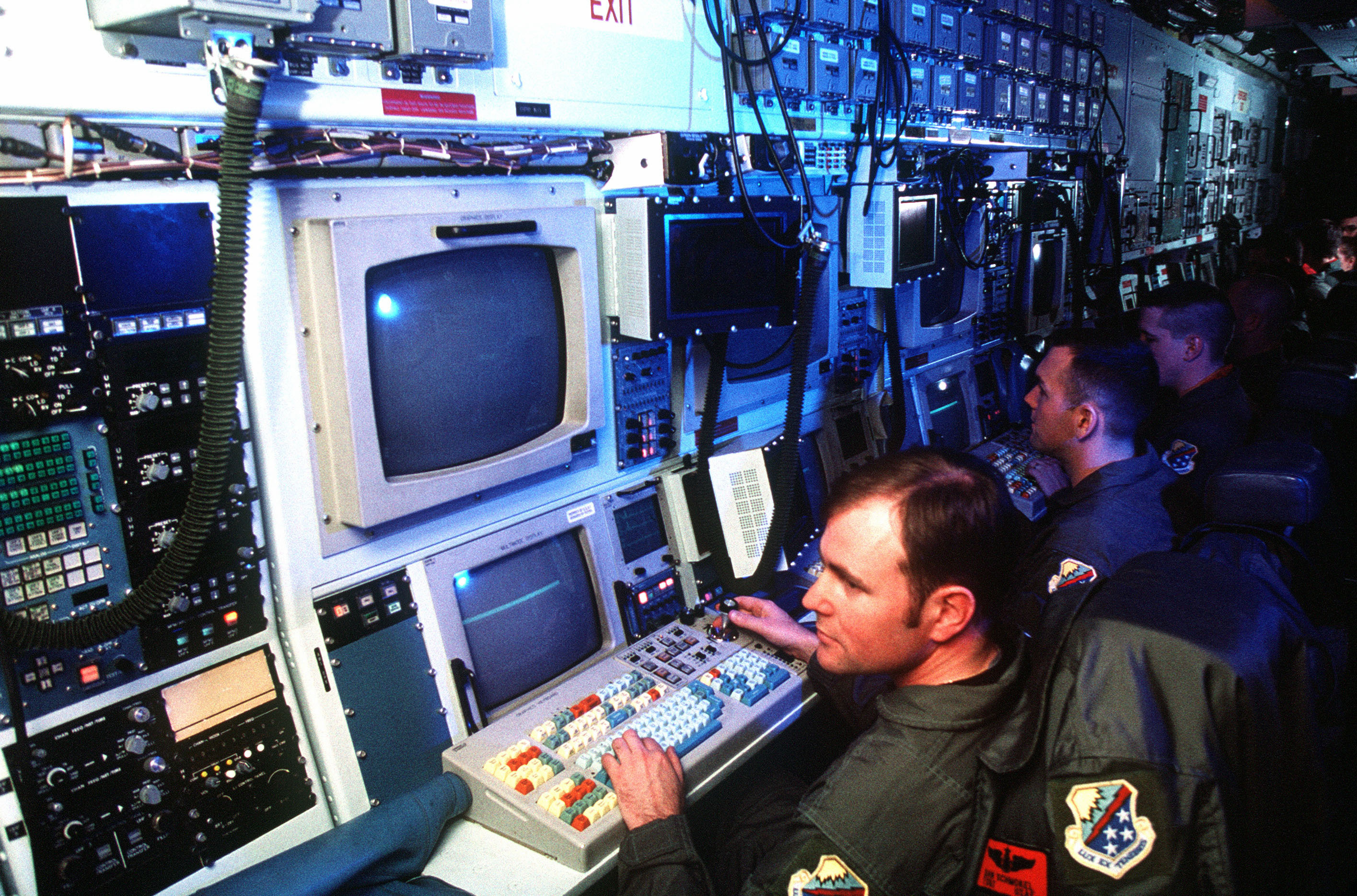
RC-135W Rivet Joint電子情報蒐集飛機的內部，這一類飛機是電子作戰支援當中重要的裝備

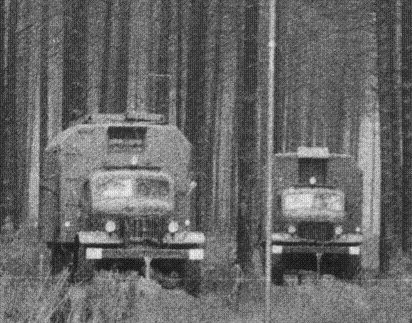
二戰德軍無線電截聽車

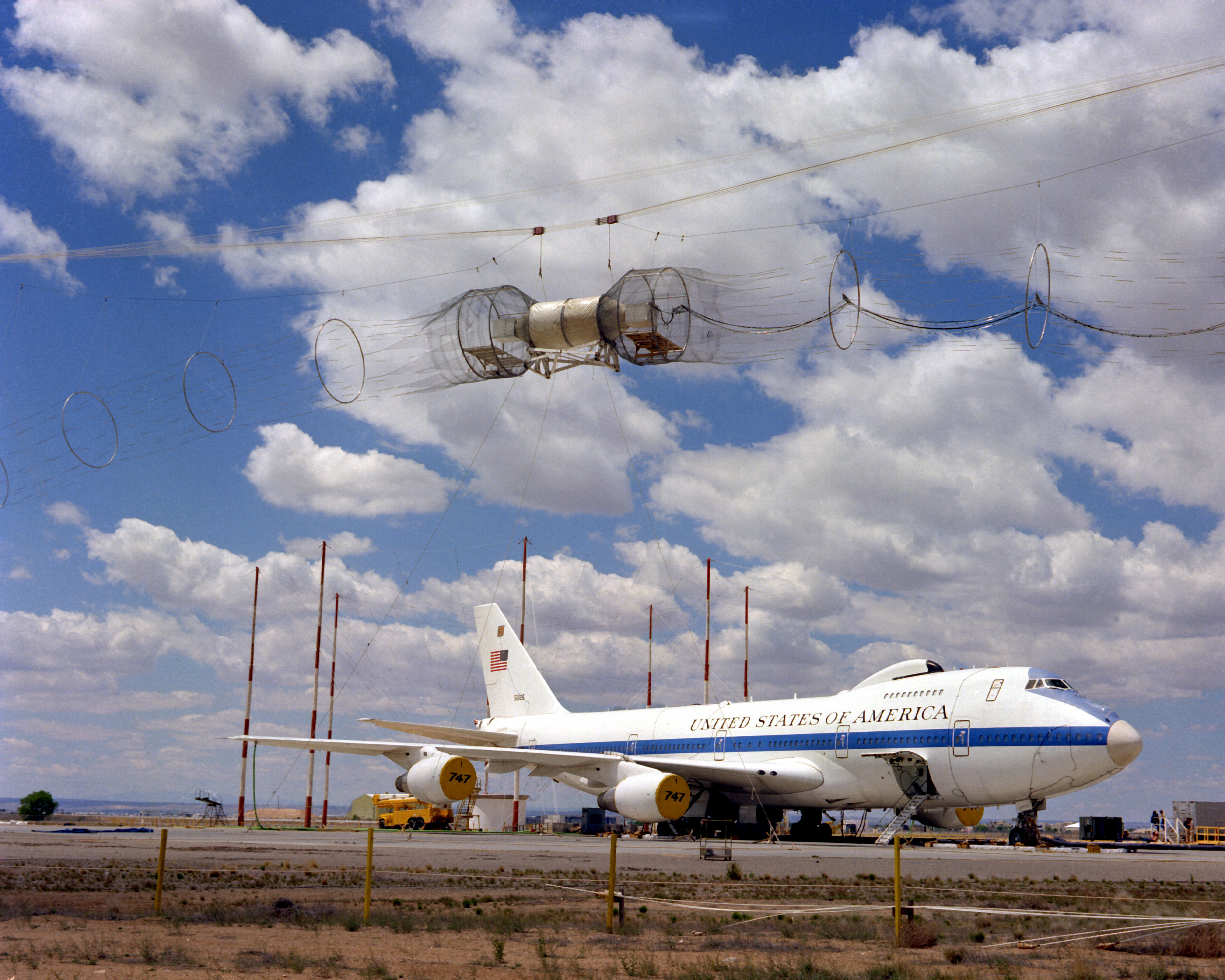
E-4 電子戰飛機兼空中指揮機

電子作戰支援（Electronic Warfare Support，ES）包含電戰支援的任務型態，但是支援的範圍擴及其他型態的軍事行動所需要的各種電子作戰相關情報的支援、辨識與分析。

#### 電子防護
電子防護（Electronic Protection，EP）包含電戰反反制的任務，但是涵蓋範圍擴及對於裝備、人員以及作戰相關與支援資訊的保護，並且確保各類軍事行動的有效進行，不至於受到敵方的反制而干擾。

#### 電子攻擊
電子攻擊（Electronic Attack，EA）包含電戰反制的任務，但是涵蓋範圍擴及對於操作的人員、設施、支援的裝備與人員的攻擊與摧毀。

### 電子攻擊的任務型態
電子攻擊或者是電戰反制的任務型態可以區分為兩大類：

#### 軟殺
軟殺是以非物理性、非實質上的摧毀方式降低或者是壓制敵人使用電磁波的行動與能力。常見的軟殺方式又可以區分為兩類：

##### 主動干擾
主動干擾是以發出訊號的方式阻止敵人有效接收與利用電磁訊號的方式。譬如發出干擾電波使敵人無法使用無線電進行通訊。

##### 被動干擾
被動干擾是自己不發出訊號的手段，對於敵人使用電磁波的行動與以干擾。譬如說利用干擾絲製造雷達假目標，或者是以特殊塗料降低紅外線訊號的強度、降低敵人偵測的距離或者是機率。

#### 硬殺
硬殺是以實質上破壞或者是殺傷敵人的系統，人員與相關設施，以阻絕敵人進行各種電子作戰行動的能力。常見的硬殺手段包括以反輻射飛彈摧毀雷達等訊號發射系統、以各種飛彈或者是炸彈等武器摧毀敵人的通訊設施與單位。
擔任硬殺任務的載具或者是武器不一定具備截收與使用目標所散發的訊號的能力。譬如說1991年沙漠風暴行動中攻擊伊拉克長程警戒雷達的AH-64直昇機只是一般對地攻擊直昇機，使用的武器也並未針對雷達站或者是任務進行改裝或者是使用其他特別的裝備。

## 外部連結
- Electronic Warfare Group （页面存档备份，存于）
- The Association of Old Crows （页面存档备份，存于）